# Blue Moon (посадочный модуль)
Blue Moon — класс лунных посадочных модулей, разработанных американской компанией Blue Origin. Первый запуск запланирован на 2025 год. Состоит из двух типов кораблей Blue Moon MK1 — одноразовая автоматическая межпланетная станция, предназначенная для доставки грузов на поверхность Луны. Blue Moon MK2 — многоразовый пилотируемый посадочный лунный модуль, предназначенный для доставки двух астронавтов на Луну с орбитальной станции и обратно.

## История
В мае 2019 года Джефф Безос публично представил модуль на конференции.
В мае 2023 года Blue Moon MK2 был выбран НАСА в качестве системы доставки человека в миссии Артемида-5.
В августе 2024 года НАСА заключило контракт на установку своего оборудования в миссии Blue Moon Pathfinder.

## Конструкция и характеристики
Модули будут иметь общую систему управления и питания. А также будут оснащены разрабатываемыми двигателями BE-7, производства Blue Origin.

### MK1
Меньший из посадочных модулей планируется оснастить одним двигателем BE-7 мощностью 44,5 кН. Общая масса полезной нагрузки может достигать 3000 кг.

### MK2
На основе модуля Blue Moon был разработан аппарат ILV, также MK2, который будет оснащен тремя двигателями BE-7. Способен доставлять на Луну 30 тонн в одноразовой конфигурации или 20 тонн в многоразовой, может быть оборудован системой жизнеобеспечения рассчитанной на 2 астронавта.

## Схема полёта
Миссии MK1 запускаются одним запуском тяжелой ракетой New Glenn. MK2 может быть доставлен на окололунную орбиту разными ракетами, для миссий поддержки программы Артемида, предусмотрено создание Cislunar Transporter, челнока который будет доставлять топливо к посадочному модулю около Луны.

## Полёты
| № | Название             | Ракета-носитель | Посадочный модуль | Дата запуска | Статус      |
| - | -------------------- | --------------- | ----------------- | ------------ | ----------- |
| 1 | Blue Moon Pathfinder | New Glenn       | MK1               | март 2025    | Планируется |
| 2 | Uncrewed Demo        | New Glenn       | MK2               | 2028         | Планируется |
| 3 | Crewed Demo          | New Glenn       | MK2               | 2030         | Планируется |